# Псахаропулос, Джордж
Джордж Псахаропулос (Георгиос, греч. Γεώργιος Ψαχαρόπουλος, англ. George Psacharopoulos; родился в 1937 году, Афины, Греция) — греческий экономист, автор модели Псахаропулиса, депутат парламента Греции в 2000—2004 годах.

## Биография
Джордж родился в Афинах (Греция) в 1937 году.
Он получил степень бакалавра искусств (B.A.) в Высшей бизнес школе Альба в Афинах в 1960 году, затем получил степень магистра искусств (M.A.) в Чикагском университете в 1964 году. Был удостоен докторской степени (Ph.D.) в Чикагском университете в 1968 году.
Свою преподавательскую деятельность начал в должности ассистента профессора по экономике Гавайского университета в 1968—1968 годах. Затем занимал должность лектора по экономике в Лондонской школе экономики и политических наук в 1969—1981 годах, был приглашенным профессором экономического факультета Афинского университета в 1998—2000 годах, заведующим кафедры имени О’Лири в Колледже образования Иллинойсского университета в Урбане-Шампейне в 2005—2006 годах.
Джордж Псахаропулос также был консультантом Организации экономического сотрудничества и развития, ЮНЕСКО, Международной организации труда, Правительства Греции, Всемирного банка в 1969—1981 годах. Затем был менеджером исследовательской программы департамента образования в 1981—1985 годах, старшим советником и вице-президентом развития человеческого капитала и операционной политики Всемирного банка в 1985—1998 годах. Затем был управляющим директором Фонда экономических и промышленных исследований в Афинах в 1999—2000 годах, а в 2000—2004 годах являлся депутатом парламента Греции от «Новой демократии».
Джордж Псахаропулос является помощником редактора журнала Economics of Education Review с 1980 года.

## Вклад в науку
Джордж Псахаропулос является автором модели Псахаропулиса, опубликовав её в 1981 году в статье «Отдача от образования: дополнено международным сравнением».

## Награды
За свои достижения был неоднократно награждён:
- 1964—1968 — стипендиат Фонда Форда;
- 1982 — премия выдающегося ученого от Общество сравнительного и международного образования;
- 1983—1987 — исполнительный директор Общества сравнительного и международного образования;
- 1992 — почётный лектор Лаувери Общество сравнительного образования в Европе;
- 1999 — листинг Кто есть кто в экономике от М. Блауга;
- 2000 — более 500 цитирований в индексе цитирования социальных наук[англ.];
- почетный редактор Международной энциклопедии образования, 2-е издание.